# 水东街道 (南平市)
水东街道，是中华人民共和国福建省南平市延平区下辖的一个乡镇级行政单位。

## 行政区划
水东街道下辖以下地区：
金鸡山社区、东溪社区、南铝社区、玉屏山社区、黄丛岭社区、兴达社区、塔下社区、大洲社区、塔下村和红星村。

## 交通
境内有省道S306（漳延线），铁路南平东线，外南铁路，峰福铁路，合福客专穿过，有火车站延平东站，东溪站。
- 205国道